# Sven Thollander
Sven Thollander, född 3 oktober 1686 i Tåby socken, Östergötlands län, död 15 juni 1767 i Svanshals socken, Östergötlands län, var en svensk präst i Svanshals församling och kontraktsprost i Lysings kontrakt

## Biografi
Sven Thollander föddes 3 oktober 1686 på Brunneby i Tåby socken. Han var son till bonden därstädes. Thollander blev 1709 student vid Uppsala universitet, Uppsala och 1715 student vid Lunds universitet, Lund. Han prästvigdes 1718 och blev adjunkt i Tåby församling, Tåby pastorat. Samma år så blev han skvadronspredikant vid Östgöta kavalleriregemente och deltog i fälttågen i Norge. Thollander blev 1721 kyrkoherde i Svanshals församling, Svanshals pastorat. Han blev 1746 prost och 1763 kontraktsprost i Lysings kontrakt. Han avled 15 juni 1767 i Svanshals socken.
Thollander var riksdagsman 1742 och 1746.

### Familj
Thollander gifte sig första gången 1721 med Catharina Broms. Hon var dotter till lektorn Petrus Broms och Helena Pontin i Linköping. Catharina Broms hade tidigare varit gift med kyrkoherden Nicolaus Nicolai Stenhammar i Svanshals socken och kyrkoherden Johannes Emundi Wettrenius i Svanshals socken. Thollander och Broms fick tillsammans barnen Johannes Thollander, Gustaf Thollander och Catharina Thollander (1724–1805) som var gift med kyrkoherden Andreas Egelin i Ekebyborna församling.
Thollander gifte sig andra gången 1726 med Anna Margareta Stenhammar. Hon var dotter till kyrkoherden Nicolaus Stenhammar och Christina Norberg i Svanshals socken. De fick tillsammans barnen Christina Elisabeth, Juliana Thollander som var gift med komministern Claes Viridén i Svinstads församling, Fredrik Thollander (1731–1772), proviantmästaren Nils Thollander (1734–1776) i Tåby socken, Ulrica Thollander som var gift med komministern Petrus Mauritius i Ekebyborna församling och korpralen Johan Moberger och Helena Thollander som var gift med frälseinspektorn Eric Rauchman i Stockholm och sekreteraren 
Samuel Wistrand.